# 陳智雄
陳 智雄（ちん ちゆう、Tân Tì-hiông、タン ティーヒョン、1916年2月18日 - 1963年5月28日）は、台湾の政治家。日本の外務省勤務を経て台湾独立運動に参加、台湾共和国臨時政府の東南アジア巡回大使に就任している。

## 日本外交官時代
日本統治時代の屏東で生まれた。高中の卒業を待たず日本へ留学。青山学院高等部で学び、その後東京外国語学校オランダ語学科に進学した。卒業後は日本外務省に就職する。当時は太平洋戦争開戦直後で、日本軍が占領した英蘭植民地の統治に必要な人材が不足しており、英語、日本語、オランダ語、マレー語、台湾語、北京語に通じていた陳をインドネシアに外交官として派遣した。
日本の敗戦と共に外務省を離れインドネシアで起業、オランダ国籍の女性と結婚している。この時期それまで植民地として統治されていた各地で独立運動が活発化し、インドネシアもスカルノを中心に独立軍が組織されオランダ当局との戦闘が繰り広げられていた。これらの独立運動に賛同した陳は日本軍が残した大量の武器を独立軍に提供し、インドネシア独立を支援した。インドネシア独立後に大統領に就任したスカルノは、陳の支援に深く感謝し国賓待遇を与えると共に、栄誉国民として顕彰している。

## 台湾共和国臨時政府時代
インドネシアでの独立運動を目撃した陳は次第に台湾の独立を追求するようになり、東京において設立された台湾共和国臨時政府大統領廖文毅の要請を受け東南アジア巡回大使に就任、台湾独立運動への活動が始まった。陳の人脈により廖は1955年にインドネシアで開催されたバンドン会議の参加に成功している。
間もなく、台湾独立を認めない中国共産党の圧力が始まり、親中のスカルノは陳の東南アジアでの外交工作を妨害し、陳を逮捕した。陳は獄中で独立運動での役割を記した親書をスカルノに送り、それにより釈放された。
その後訪日し、廖文毅との合流を計画するが、日本政府は無国籍であった陳の入国を拒否する。そのためインドネシアと東京を結ぶ航空路を無為に往復することとなった。しかしその機上でスイス政府関係者と知遇を得、その協力でスイスに移住し公民権を獲得する。1958年、スイスの旅券で日本に入国した陳は台湾独立運動を再開した。

## 政治犯として
これらの台湾独立運動に対し、国民党は各種手段により独立運動を瓦解させるべく工作を行い、活動参加者の逮捕を行った。1959年、国民党は日本国内の工作員に対し陳の拉致と台湾への連行を命じ、陳は台湾へと強制連行された。在日の活動家は強烈な抗議を行い、不法逮捕された陳の釈放を求める世論が起こった。国民政府は今後反政府行為や台湾独立運動を行わないことを条件に釈放に応じた。
釈放された陳は1961年末、蕭坤旺、戴村徳などと共に同心社を組織。台湾独立運動を展開する準備に着手したが、これを察知した当局は参加者を一斉検挙し、陳を反乱罪により起訴した。1963年5月28日、陳に対する銃殺刑が執行された。